# Ingeborg-Bachmann-Preis 1995
Der Ingeborg-Bachmann-Preis 1995 war der 19. Wettbewerb um den Literaturpreis bei den Tagen der deutschsprachigen Literatur. Die Veranstaltung fand vom 27. Juni bis 2. Juli 1995 im Klagenfurter ORF-Theater des Landesstudios Kärnten statt.

## Autoren
- Hanspeter Bundi
- Enrico Danieli
- Gundi Feyrer
- Franzobel
- Evelyn Grill
- Klaus Händl
- Joachim Helfer
- Reinhard Jirgl
- Volker Kaminski
- Radek Knapp
- Ulrike Kolb
- Mariella Mehr
- Perikles Monioudis
- Petra Morsbach
- Andreas Neumeister
- Georg Martin Oswald
- Georg Pichler
- Ingo Schulze
- Marion Titze
- Ilija Trojanow
- Wolfgang Wenger
- Monika Wogrolly

## Juroren
- Klaus Amann
- Verena Auffermann
- Iso Camartin
- Peter Demetz (Juryvorsitz)
- Konstanze Fliedl
- Thomas Hettche
- Andreas Isenschmid
- Iris Radisch
- Thomas Rothschild
- Ferdinand Schmatz
- Wilfried F. Schoeller

## Preisträger
- Ingeborg-Bachmann-Preis (dotiert mit 200.000 ÖS): Franzobel für Die Krautflut
- Preis des Landes Kärnten (dotiert mit 100.000 ÖS): Ulrike Kolb für Danach
- Ernst-Willner-Preis (85.000 ÖS): Ingo Schulze für 33 Augenblicke des Glücks
- Bertelsmann-Literaturpreis (dotiert mit 10.000 DM): Ilija Trojanow für Die Welt ist groß und Rettung lauert überall
- 3sat-Stipendium (dotiert mit 6.000 DM): Gundi Feyrer für Mein Sehen